# 波田須町
波田須町（はだすちょう）は、三重県熊野市の町名。2023年（令和5年）2月1日現在の人口は136人。郵便番号は519-4207（集配局：熊野郵便局）。
徐福上陸の地伝説、鎌倉時代の石畳が残る熊野古道波田須の道、秘境駅の紀勢本線波田須駅、テレビアニメ『凪のあすから』の聖地として知られる。

## 地理
熊野市の東部に位置し、熊野灘に面した傾斜地に集落が形成されている。集落は1か所ではなく、複数に分かれ町内に点在し、海岸線に沿うように東西に細長く伸びている。集落には石垣に囲まれた棚田があり、海に向かって棚田が広がる風景が旅人の間で話題になったことがある。集落の北側を国道311号が通り、海岸線に沿ってJR紀勢本線が敷設され、波田須駅が置かれている。各家庭の庭先にはユズの木が植えられている。
- 山 - アジキ峰、蓬莱山、天ヶ瀬山、大太尾（おたお）、カタブタ山（片蓋山）、竹の峰、矢ヶ瀬山[22]
- 川 - アチ川[23]
- 島 - 獅子島、雫石、杓子島[24]
- 谷 - 馬ヶ谷、さの谷、法録谷[25]
- 峠 - 大吹峠[26]

北は新鹿町（あたしかちょう）、南は磯崎町、西は大泊町と接する。東は熊野灘に面する。波田須町の沿岸部は小さな入り江になっており、波は静かである。しかし大きな岩が転がる浜であるため、容易には海に近付けない。
熊野市は多くの地域が関西電力新宮営業所の管轄であるが、波田須町は中部電力尾鷲営業所の管内である。

### 小・中学校の学区

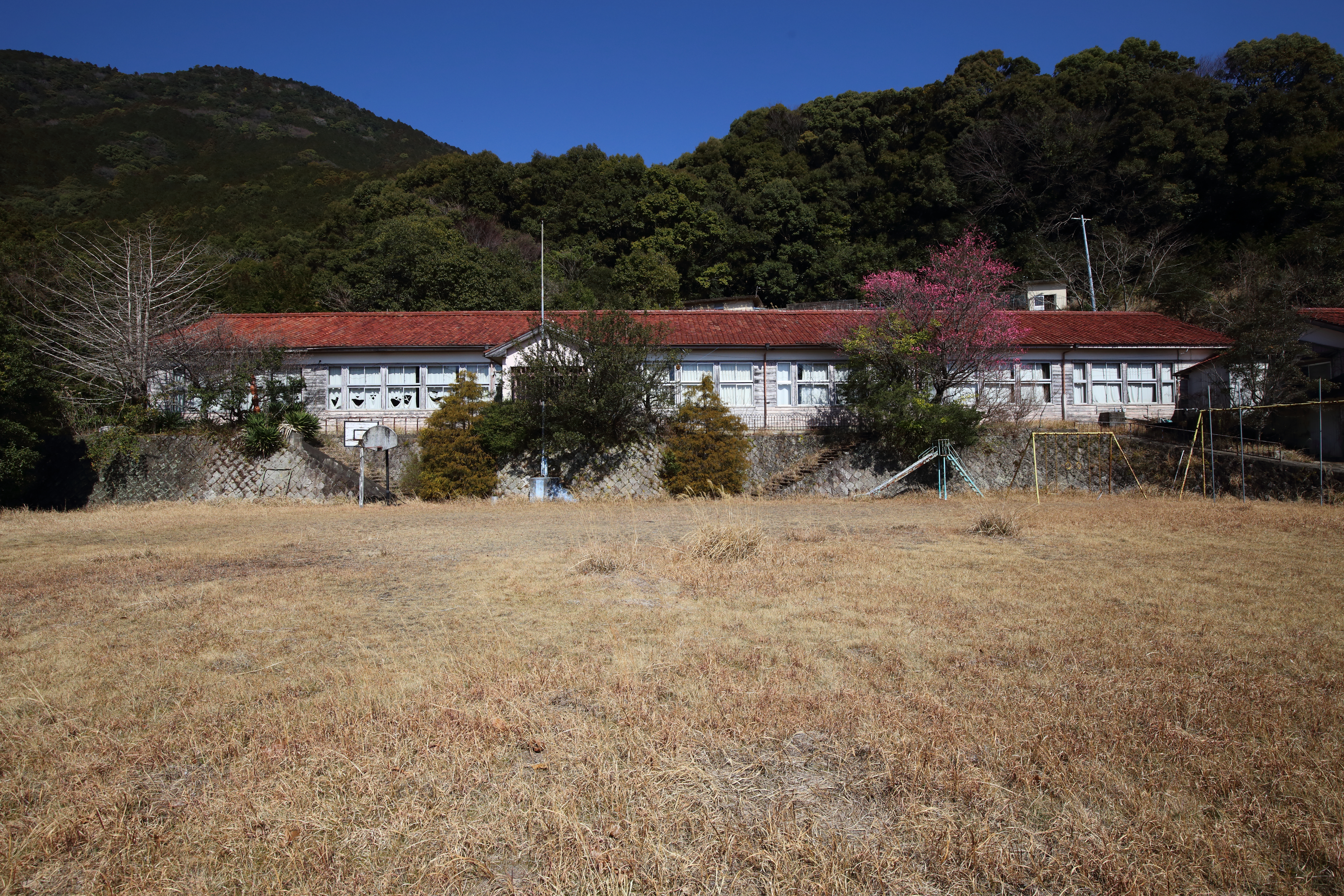
波田須分校

市立小・中学校に通う場合、学区は以下の通りとなる。
| 番・番地等 | 小学校             | 中学校             |
| ---------- | ------------------ | ------------------ |
| 全域       | 熊野市立新鹿小学校 | 熊野市立新鹿中学校 |

かつては波田須町に新鹿小学校波田須分校（波田須町602番地）があったが、2005年（平成17年）3月31日をもって休校となった。

## 歴史

### 近代まで
波田須は秦の始皇帝の命を受け、不老不死の薬を求めて日本へやってきた徐福が上陸した地であるという伝説がある。波田須という地名自体、秦住・秦栖（どちらも「はたす」と読む）が語源であるという説も唱えられている。徐福が亡くなった地とされる場所には墓所と神社が建てられ、住民の信仰を集めた。また弥生土器の破片が発見されている。平安時代から鎌倉時代にかけては「大吹のみくりや」と呼ばれ、伊勢神宮皇大神宮（内宮）の所領であった。四方を山に囲まれた西波田須の小字白倉には平家の落人が住み着いたという伝説があり、背後の岸壁には黄金が埋蔵されていると伝わるが、祟りを恐れて誰も発掘を試みないという。
近世には紀伊国牟婁郡木本組に属し、波田須村として紀州藩の配下にあった。『天保郷帳』と『旧高旧領取調帳』によると、村高は229石余であった。海に面していながら荒磯のため漁業は行われず、農業が主体であった。当時の波田須村には臨済宗の寺院が2寺あり、どちらの住職も寺子屋を開設していた。
近代に入り、1877年（明治10年）に波田須小学校が開校した。1889年（明治22年）には町村制の施行により新鹿村・遊木浦と合併し、新鹿村の1大字となった。波田須は交通の便に恵まれず、近代まで熊野街道（熊野古道）の細道が通るのみであった。波田須の沖合には尾鷲町へ向かう巡航船が行き交っていたが、港のない波田須には寄港せず、この巡航船に乗るためには新鹿まで約40分の徒歩の旅を要した。鳥羽町や名古屋市へ行きたいときは、川を越え、松本峠を越え、1時間半をかけて木本町まで行き、蒸気船に乗り換えた。病人が出たときは駕籠で新鹿か木本の医者を迎えに行った。このように波田須から出るのは苦労が絶えなかったが、波田須の集落は急傾斜地に立地するため、集落内を往来するだけで足腰が鍛えられ、近隣の地域の人よりも強靭な肉体と精神を持っていたという。大正時代の女性の仕事として自生する茅を刈って作る炭だつ作りがあり、1日20銭ほどの収入を得ていたという。

### 現代
1949年（昭和24年）11月30日、同じ新鹿村内の遊木浦と合同で遊木浦漁業協同組合を設立した。同年に磯崎 - 波田須間の三重県道が開通した。1953年（昭和28年）3月5日には波田須漁港が第1種漁港の指定を受ける。しかし天然の良港に恵まれなかった波田須町に本格的な漁港が整備されることはなく、船揚場と網干場が設けられたに過ぎなかった。1954年（昭和29年）には熊野市の発足に伴い、同市の町名「波田須町」となった。1957年（昭和32年）、波田須神社に合祀されていた徐福ノ宮が分祀により復活した。1961年（昭和36年）12月11日、町内に波田須駅が開業した。
1992年（平成4年）、波田須漁港の漁港指定が取り消された。2000年（平成12年）頃、町内唯一の雑貨店が閉店し、波田須町から商店が失われた。2001年（平成13年）4月29日、閉業した自動車部品工場（東洋ハーネス波田須工場）を改装して移住者が音楽ホール「天女座」を開設した。音楽ホールにはカフェも併設された。2002年（平成14年）11月、1960年代に徐福ノ宮の参道修復工事中に発見された古い貨幣が秦代の半両銭であることが中国人学者の鑑定によって判明した。これにより徐福上陸地の伝説はより強化された。
2005年（平成17年）に高齢化率が50%に達し、波田須町は限界集落となった。同年は、前年度に熊野市立波田須小学校から熊野市立新鹿小学校波田須分校へ移行した同校が休校に入った年でもあった。地域の衰退が危惧される中、2006年（平成18年）2月には波田須地区地域まちづくり協議会が「徐福茶屋」を開業した。徐福茶屋は土日のみの営業で、農産物や工芸品などの地域の特産物を販売している。続いて2008年（平成20年）2月4日には、天女座で「第1回熊野音楽祭 あまのやまとびらき」が開催され、2009年（平成21年）12月1日には熊野市の地域おこし協力隊が任命され、波田須町に1名が着任した。2010年（平成22年）10月には朝日新聞社で論説副主幹を務めた人物が波田須町に移住し、地元の熊野新聞で地域の歴史にまつわる連載を開始し、それらは後に書籍にまとめられた。
2014年（平成26年）2月、波田須駅がアニメ『凪のあすから』のモデルであることがファンの男性によって発見され、波田須町に聖地巡礼に訪れる人々が出現した。同年7月5日には、作中で「人魚座」として登場する天女座でファンの交流会が初開催され、アニメのコスプレをしたファンらが参加し、参加者はアニメソングを歌うなどして楽しんだ。2016年（平成28年）4月10日には、先述の協力隊員とは別の地域おこし協力隊員らの主催で、旧波田須分校の校庭で手作り窯を使ってピザを作るという催しが行われた。この催しの成功を受け、協力隊員は波田須町の遊休地を利用して小麦栽培を開始した。同年11月22日には東海テレビ放送の報道番組『みんなのニュース One』のコーナー「行ってみたらこうだった」で波田須駅が取り上げられ、天女座も同時に紹介された。

### 町名の由来
諸説ある。
1. 徐福上陸の地伝説に基づき、秦住・秦栖（どちらも「はたす」と読む）と命名された[6]。ただしこの説を紹介した『紀伊続風土記』は「妄説にして信ずるに足らず」と評しており[8]、一部学者は否定している[54]。
2. 伊勢神宮の御厨であったことに基づき、古代の開墾地または荘園時代の新開地を意味する墾田洲（はだす、墾田所とも）・墾立（はたつ）が転訛した[6][26]。
3. 洲（砂浜）上の開拓地を意味する墾田洲（はだす）に由来する[55]。

## 世帯数と人口
2023年（令和5年）2月1日現在の世帯数と人口は以下の通りである。
| 町丁     | 世帯数 | 人口  |
| -------- | ------ | ----- |
| 波田須町 | 91世帯 | 136人 |

### 人口の変遷
1889年以降の人口の推移。なお、1995年以後は国勢調査による推移。
| 1889年（明治22年） | 479人 | [ 6 ]  |  |
| 1960年（昭和35年） | 645人 | [ 6 ]  |  |
| 1970年（昭和45年） | 477人 | [ 6 ]  |  |
| 1980年（昭和55年） | 394人 | [ 20 ] |  |
| 1995年（平成7年）  | 277人 | [ 56 ] |  |
| 2000年（平成12年） | 225人 | [ 57 ] |  |
| 2005年（平成17年） | 194人 | [ 58 ] |  |
| 2010年（平成22年） | 183人 | [ 59 ] |  |
| 2015年（平成27年） | 152人 | [ 60 ] |  |
| 2020年（令和2年）  | 126人 | [ 61 ] |  |

### 世帯数の変遷
江戸時代・1889年以降の人口の推移。なお、1995年以後は国勢調査による推移。
国勢調査による世帯数の推移。
| 慶長年間（1596年 - 1615年） | 28戸    | [ 38 ] |  |
| 江戸時代末                  | 43戸    | [ 6 ]  |  |
| 1889年（明治22年）          | 77戸    | [ 6 ]  |  |
| 1980年（昭和55年）          | 133世帯 | [ 20 ] |  |
| 1995年（平成7年）           | 120世帯 | [ 56 ] |  |
| 2000年（平成12年）          | 111世帯 | [ 57 ] |  |
| 2005年（平成17年）          | 106世帯 | [ 58 ] |  |
| 2010年（平成22年）          | 100世帯 | [ 59 ] |  |
| 2015年（平成27年）          | 89世帯  | [ 60 ] |  |
| 2020年（令和2年）           | 78世帯  | [ 61 ] |  |

- 1960年、1970年は世帯数不明な為、省略。

## 文化

### 徐福の里

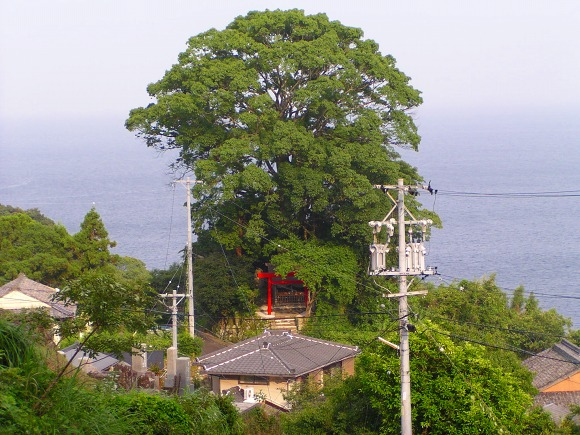
徐福ノ宮

徐福の伝説が残る場所は日本国内に20か所以上も存在するが、波田須町には上陸地であることを裏付けるものが数多く伝わり、有力な場所とされる。また多くの地域では徐福のことを「徐福さん」と親しみを込めて呼ぶのに対し、波田須町では「徐福さま」と呼んで神格化しているところに特色がある。波田須の徐福伝説は次の通りである。
| 「 | 徐福の一行は数十艘で出航したが、途中で台風に遭い、徐福を乗せた船だけが波田須に流れ着いた。当時の波田須には3軒しか家がなかったが、この3軒は徐福らの世話を行った。当地に上陸した徐福は中国への帰国を諦め、「秦」に由来する「ハタ」と読む姓（波田、羽田、畑など）を名乗り、窯を作り焼き物の作り方を村人に教えた。さらに土木事業、農耕、捕鯨、医薬品、製鉄など、この地域になかった文明を次々と伝授した。このため住民は、徐福を神として崇めた。 | 」 |

上述の伝説の傍証として、次のようなものがある。
1. 徐福を祀る徐福ノ宮が鎮座すること
2. 徐福ノ宮で秦の半両銭が発見されたこと（上陸地伝説のある場所では唯一の発見例である[45]）
3. 窯所や窯屋敷といった地名が波田須町内に残っていること
4. 徐福が求めた不老不死の薬の原料とされるアシタバやテンダイウヤクが自生すること
5. 徐福ゆかりの地ないしゆかりの品とされるものが数多く残されていること

徐福ノ宮がある波田須町の矢賀（やいか）集落では、春分の日に浜辺で徐福の遭難供養行事を営んでいる。また矢賀という地名は徐福が付けたものと伝えられている。実際のところ、学術的には徐福上陸の地としての信憑性は疑わしいものであり、確実に言えるのは「徐福伝説が代々語り継がれてきた」ということだけである。

### 空海・西行伝説
波田須町には空海（弘法大師）が通りかかったとする伝説がある。空海が波田須を通った時、空海の足跡がくぼんで水たまりができ、以後水が枯れることはなかった、という伝説である。この「弘法大師のお足跡水」を病気の患部に塗布すると治癒するという信仰があり、特にイボを取るのに効果があるとされる。
西行が訪れたという伝説もある。波田須に残る伝説では、諸国を巡っていた西行がこの地で休息を取り、マツを植えたという。このマツは「法師ノ松」の名で親しまれ、マツの前から見る風景が優れているとして多くの旅人がここで休憩をとったとされるが、マツは現存しない。『熊野市史』では、法師ノ松とマツのあった小字・法師松について、村の境目を牓示する「牓示松」が原義ではないかという説を唱えている。

### 「凪のあすから」聖地巡礼
2013年（平成25年）から2014年（平成26年）にかけてTOKYO MXなどで放映されたP.A.WORKS制作のテレビアニメ『凪のあすから』は、波田須町を中心に同町から新鹿町、二木島町にかけての地域や北牟婁郡紀北町（旧紀伊長島町）の風景をモデルとして描写している。波田須町では波田須駅や天女座（作中では「人魚座」として登場）、新鹿小学校波田須分校などがモデルとして登場し、特に波田須駅と天女座には巡礼ノートが置かれ、多くのファンが聖地巡礼に訪れている。熊野市教育委員会によれば、2016年（平成28年）6月現在の巡礼ノートは波田須駅で2冊、天女座で10冊以上あり、日本各地からだけではなく、中国・香港・台湾など日本国外からも巡礼者が来ていたという。地域住民は、巡礼者のマナーが良いことを評価しており、彼らの来訪による地域活性化に期待している。巡礼者は地域やその住民に魅力を感じ、繰り返し波田須町を訪問するといい、2016年（平成28年）6月時点で最も訪問回数の多かった人は30回以上波田須町を訪れていた。
アニメ公開当初、制作会社はどこをモデルとしたかについては公表しておらず、2014年（平成26年）2月に京都府在住の男性が波田須駅がモデルであることを発見し、ブログに書き込んだところ、アニメファンに知られるようになった。熊野市当局は当初、アニメとタイアップした企画を行う予定はないと消極的な姿勢を示していたが、2016年（平成28年）に『広報くまの』で市民に「聖地」であることを紹介した。この中で『凪のあすから』の美術監督・東地和生が熊野市の隣の南牟婁郡御浜町の出身で、熊野市内の三重県立木本高等学校美術部のOBであることにも触れた。作品の世界観であるファンタジー要素を壊さないためにも制作側は聖地を公表してこなかったが、2017年（平成29年）3月にtwitter上で熊野市をモデルとしたことを公式に認めた。これを受け、同年5月3日に天女座と波田須分校で聖地公認を祝うイベントが開催された。
なお、モデルとなった波田須町を含む熊野市内では『凪のあすから』の地上波放送は行われていない。

### 天女座と徐福茶屋

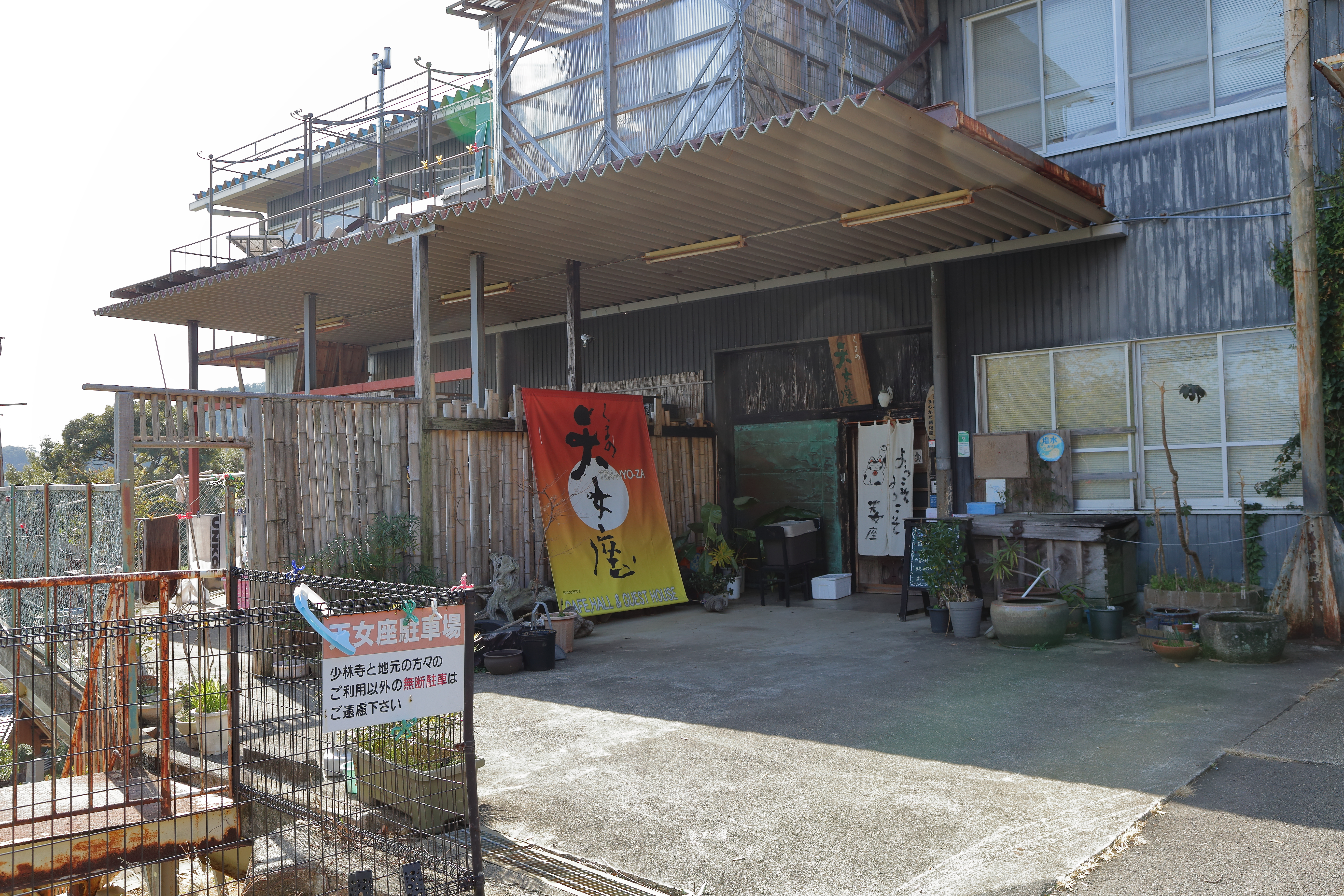
天女座の入り口

天女座は京都市から熊野市に移住した夫婦が開設した、カフェ併設の音楽ホールである。夫婦は2000年（平成12年）に熊野市へ移住し、波田須町の風景にほれ込んでホールを開設した。天女座では熊野音楽祭の開催や熊野古道ウォーキングとコンサートをセットにした旅行商品の企画などを行っている。波田須町民にとっては、気軽に集まれる「たまり場」として定着した。『凪のあすから』には「人魚座」として登場し、多い時には1日20人のアニメファンが「巡礼」に訪れ、ファンによるイベントを開催したこともある。また『凪のあすから』にちなんだキーマカレーとサイダーをセットにしたメニューを提供しており、来訪者の評価を得ている。
徐福茶屋は、過疎・高齢化が進む町を元気にしたいと立ち上がった住民が2004年（平成16年）7月に結成した「波田須地区地域まちづくり協議会」の運営する特産品販売店であり、2006年（平成18年）2月に開業した。同協議会には波田須町民のほとんどが加入し、2005年（平成17年）4月に特産品販売店を設置することを決定した。国道311号沿いの木を伐採して土地を確保し、熊野市から200万円の補助金を受けて地元産のスギ・ヒノキ材を使って店舗を建設した。徐福茶屋は土日のみの営業で、住民や熊野古道などに訪れた観光客の交流の場となることを目指している。

## 交通
波田須町の最寄りインターチェンジは熊野尾鷲道路熊野大泊ICであり、そこから約6kmある。波田須駅へは熊野市駅から鉄道で約6分、自動車で約20分である。

### 鉄道
- ■JR紀勢本線

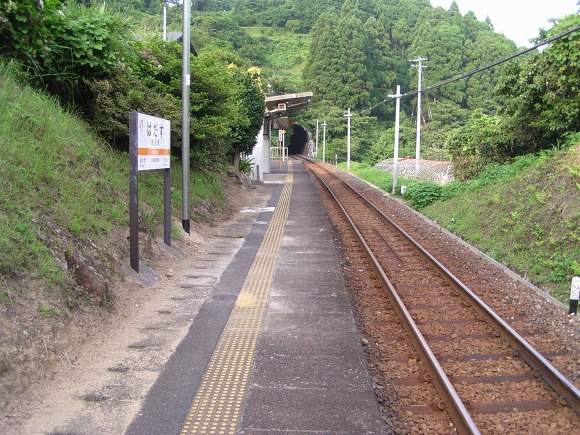
波田須駅

  - （新鹿方面） - 波田須駅 - （大泊方面）

波田須駅は秘境駅とされる。熊野市内にある紀勢本線の6駅の中で最も乗車人員の少ない駅である。

### 路線バス
- 熊野市自主運行バス

- - ■ 潮風かほる熊野古道線 三交南紀[69]
  - ■ 潮風かほる熊野古道線 二木島駅[69]
  - ■ 潮風かほる熊野古道線 遊木[69]

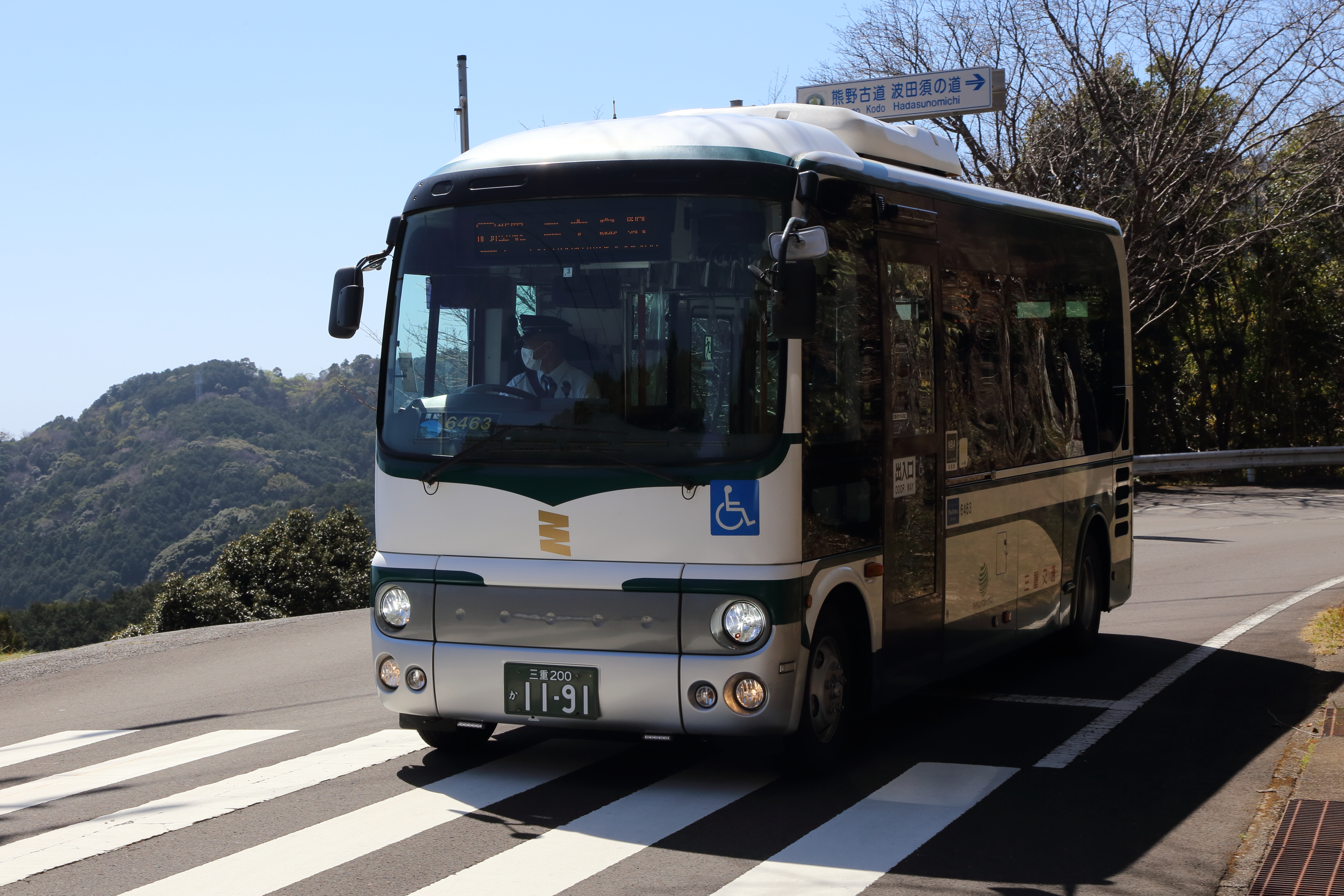
波田須神社付近

波田須町には大吹峠口（波田須）・井内浦農村公園口・西波田須・波田須小学校前・徐福茶屋前・東波田須の6つのバス停がある。

### 乗合タクシー
熊野市による「熊野市市街地乗合タクシー」と「海岸部乗合タクシー」の2種類の乗合タクシーがあり、予約制で市が指定した目的地に行くか、目的地から自宅に帰る場合に利用できる。

### 道路
国道311号
尾鷲市から和歌山県上富田町に至る一般国道。波田須町を通る区間は、明治時代に二等道路二木島道と呼ばれた道路で、三重県道新鹿木本線、三重県道尾鷲二木島熊野線と名を変え、1970年（昭和45年）4月1日に国道に昇格した。南隣の磯崎町から波田須町の間は1949年（昭和24年）に開通し、北方の遊木町から波田須町の間は1951年（昭和26年）にガリオア資金・エロア資金を元手に建設された。開通後に路線改良が進められ、2009年（平成21年）6月8日に波田須磯崎バイパスが全線開通した。
熊野古道伊勢路「波田須の道」
伊勢路の中でも最古の鎌倉時代に築かれたという石畳が残り、この石畳道部分が世界文化遺産「紀伊山地の霊場と参詣道」の構成遺産の1つとして世界遺産に登録されている。鎌倉時代の石畳は、江戸時代のものと比べると重厚で大きく、石の間隔が広いため、専門知識がなくとも見分けがつく。
東波田須バス停から徒歩5分で到着する。波田須の道を新鹿駅から波田須駅の間とすると、道のりは約5kmで徒歩約3時間のコースになる。高低差は100m程度で、熊野古道の中でも比較的気軽に散策できる道である。

## 施設
- 熊野市立波田須公民館
- 熊野市立波田須児童館
- 天女座
- 徐福茶屋

### 神社仏閣

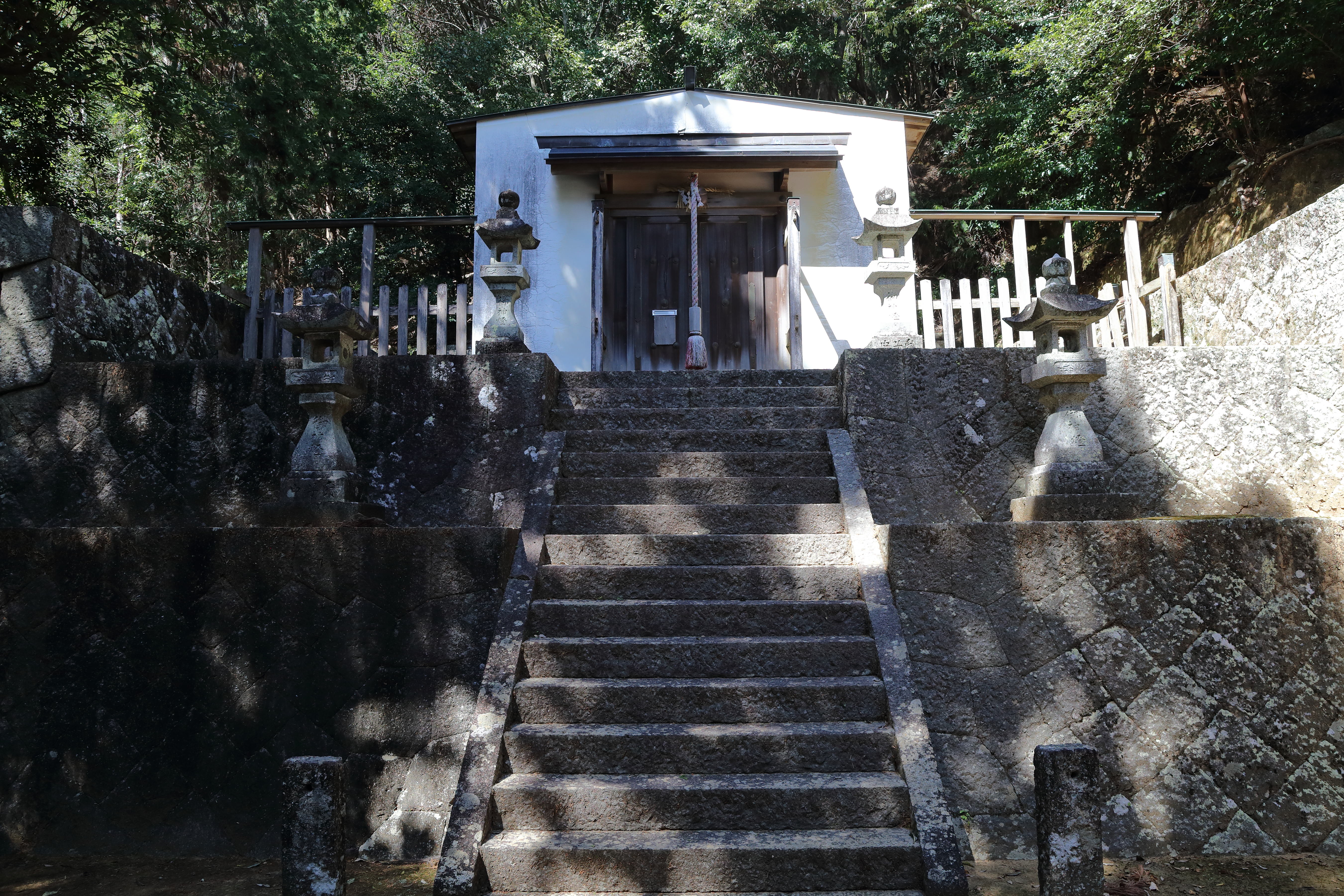
波田須神社
矢賀集落の熊野灘を見下ろす高台に鎮座する。近代社格制度に基づく旧社格は村社。祭神は応神天皇、稲倉魂命。鶴岡八幡宮の創建を記念してその翌年の康平7年（1064年）に創建されたと口伝されてきたが、正確には不詳。本来の波田須神社は中波田須にあったが、同じ応神天皇を祀る八幡神社と統合する1907年（明治40年）6月22日に波田須の中央にあたる矢賀へ移転した。この時徐福ノ宮も合祀したが、1957年（昭和32年）に分祀した。鳥居から拝殿・本殿までは数十段の石段がある。例祭は11月5日に執り行われるが、七五三詣でや餅まきを行う程度で、特別な神事はない。

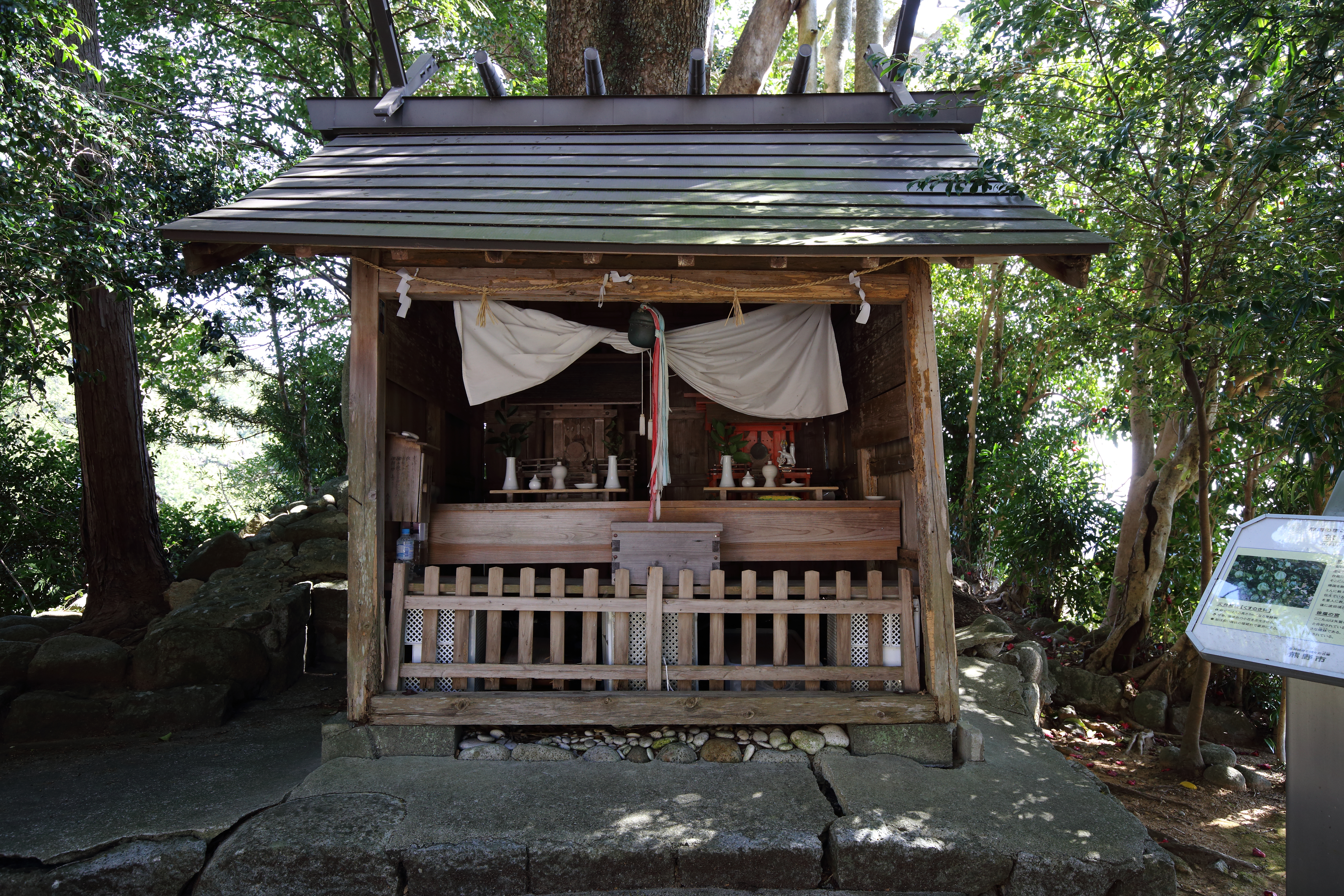
徐福ノ宮
矢賀集落にある、徐福を祭神とする神社。1907年（明治40年）に一旦は波田須神社に合祀されるも、1957年（昭和32年）に同神社から分祀され復活した。一時神社として消滅していた間、「徐福之墓」と書かれた碑だけが残され、「中国人」を神として祀っていることを伏せて密かに住民は信仰を続けたという。
久昌山少林寺
京都の妙心寺の末寺で、中波田須にある。創建は万治元年（1658年）と伝わるが、文書による記録は残っていない。本尊は最澄（伝教大師）作とされる薬師如来で、毎月7日に「七日薬師」として祭りを行っていた。脇侍は日光菩薩・月光菩薩。文化卯年（1807年）の「紀州室郡秦栖村」の刻印がある火鉢を保有する。矢賀集落に少林寺の末寺として光徳庵があったが、1883年（明治16年）1月に本寺である少林寺に統合された。